# Chodský Újezd
Chodský Újezd (do 1960 r. Svatý Kříž,  niem. Heiligenkreuz) – gmina w Czechach, w powiecie Tachov, w kraju pilzneńskim. Według danych z dnia 1 stycznia 2013 liczyła 787 mieszkańców.